# Макс Ілер
Макс Ілер (фр. Max Hilaire, нар. 6 грудня 1985, Бонді) — французький і гаїтянський футболіст, півзахисник клубу «Шамблі».
Виступав, за клуби «Байонна», «По» та низку інших французьких нижчолігових команд, а також національну збірну Гаїті.

## Клубна кар'єра
Народився 6 грудня 1985 року в місті Бонді. Вихованець юнацьких команд французьких футбольних клубів з Приморської Сени.
У дорослому футболі дебютував 2009 року виступами за команду клубу «Байонна», в якій провів три сезони, взявши участь у 49 матчах чемпіонату.
Своєю грою за цю команду привернув увагу представників тренерського штабу клубу «По», до складу якого приєднався 2012 року. Відіграв за команду з По наступний сезон своєї ігрової кар'єри. Більшість часу, проведеного у складі «По», був основним гравцем команди.
2013 року уклав контракт з клубом «Тарб», у складі якого провів наступний рік своєї кар'єри гравця.
З 2014 року один сезон захищав кольори команди клубу «Консола» з однойменного району Марселя. Тренерським штабом нового клубу також розглядався як гравець «основи».
До складу клубу «Шоле» приєднався 2015 року. Відігравши сезон за цей клуб, наступного літа повернувся до марсельського «Консола».
Влітку 2017 перейшов до «Шамблі».

## Виступи за збірну
2011 року дебютував в офіційних матчах у складі національної збірної Гаїті. Наразі провів у формі головної команди країни 9 матчів.
У складі збірної був учасником Кубка Америки 2016 року у США.